# Katarzyna Zakrzewska
Katarzyna Zakrzewska, po mężu Bontruk (ur. 10 maja 1973 w Warszawie) – polska lekkoatletka, (sprinterka), wielokrotna mistrzyni Polski.

## Życiorys
Absolwentka Zespołu Szkół Sportowych nr 70 im.płk Henryka Leliwy-Roycewicza. Zawodniczka klubu Orzeł Warszawa.
Na mistrzostwach Polski seniorów na otwartym stadionie zdobyła dziewięć medali, w tym dwa złote, pięć srebrnych i dwa brązowe: w sztafecie 4 x 100 m - złoto w 1992 i 1993 oraz srebro w 1991 i 1994; w biegu na 200 m - srebro w 1997 oraz brąz w 1993 i 1996; w biegu na 400 m - dwa srebrne medale (1996, 1997). W 1993 została także halową mistrzynią Polski seniorek w biegu na 200 m.
Reprezentowała Polskę na zawodach superligi Pucharu Europy w 1993, gdzie zajęła 9. (ostatnie) miejsce w biegu na 200 m, z czasem 24,18 oraz 7. miejsce w sztafecie 4 x 100 m, a także w pierwszej lidze Pucharu Europy w 1996, gdzie zajęła 3. miejsce w sztafecie 4 x 400 m.
Startowała także na mistrzostwach świata juniorów w 1990 (odpadła w eliminacjach biegu na 100 m i półfinale biegu na 200 m) i 1992 (odpadła w ćwierćfinale biegu na 100 m i półfinale biegu na 200 m) oraz mistrzostwach Europy juniorów w 1991, zajmując 5. miejsce w sztafecie 4 x 100 m.
W 1997 jej mężem został lekkoatleta Dariusz Bontruk.
Rekordy życiowe:
- bieg na 100 m – 11,82 (16.06.1993)
- bieg na 200 m – 23,79 (19 lipca 1992)
- bieg na 400 m –  53,65 (14.06.1997)